# London Central Mosque
London Central Mosque (också känd som the Islamic Cultural Centre, ICC eller Regent's Park Mosque), belägen nära Regent's Park i City of Westminster, centrala norra London, England, är en moské ritad av Sir Frederick Gibberd, uppförd 1978 och med en iögonfallande kupol i guld. Huvudhallen rymmer över femtusen gudstjänstdeltagare.